# Cyclanthera hystrix
Cyclanthera hystrix är en gurkväxtart som först beskrevs av John Gillies, och fick sitt nu gällande namn av George Arnott Walker Arnott. Cyclanthera hystrix ingår i släktet springgurkor, och familjen gurkväxter. Inga underarter finns listade i Catalogue of Life.